# Båtsfjords flygplats
Båtsfjords flygplats (norska: Båtsfjord lufthavn) är en regional flygplats i Båtsfjord i Finnmark fylke i norra Norge. Flygplatsen har en terminal med kapacitet för 120 resenärer i timman. Kontrolltornet är inbyggd i terminalen.
Flygplatsen öppnades år 1999, men hade en föregångare öppnad 1973. Flygplatsen flyttades till ett bättre läge eftersom Widerøes nya kortbaneflygplan Dash 8 inte kunde använda den gamla flygplatsen.

## Destinationer
Uppgifter från november 2015.

### Inrikes
Båtsfjord ingår i Finnmarks kustflygrutt, där planen går mellan Tromsø och Kirkenes med fem-sex mellanlandningar.
| - Berlevåg (Widerøe) - Hammerfest (Widerøe) - Kirkenes (Widerøe) | - Mehamn (Widerøe) - Tromsø (Widerøe) - Vadsø (Widerøe) - Vardø (Widerøe) |